# 21426 Davidbauer
A 21426 Davidbauer (ideiglenes jelöléssel 1998 FP93) a Naprendszer kisbolygóövében található aszteroida. A LINEAR projekt keretében fedezték fel 1998. március 24-én.